# Нова Слупя
Нова Слупя (пол. Nowa Słupia) — місто в Польщі, у гміні Нова Слупя Келецького повіту Свентокшиського воєводства.
Населення — 1404 особи (2011).
Міські права мало у 1351–1869, відновлено статус міста з 1 січня 2019.

## Демографія
Демографічна структура на день 31 березня 2011 року:
|          | Загалом | Допрацездатний вік | Працездатний вік | Постпрацездатний вік |
| -------- | ------- | ------------------ | ---------------- | -------------------- |
| Чоловіки | 690     | 115                | 491              | 84                   |
| Жінки    | 714     | 132                | 414              | 168                  |
| Разом    | 1404    | 247                | 905              | 252                  |